# Emmelichthys ruber
Emmelichthys ruber är en fiskart som först beskrevs av Trunov, 1976.  Emmelichthys ruber ingår i släktet Emmelichthys och familjen Emmelichthyidae. Inga underarter finns listade i Catalogue of Life.